# Merla de la Xina
La merla de la Xina (Turdus mandarinus) és un ocell de la família dels túrdids (Turdidae).

## Hàbitat i distribució
Habita el sotabosc, matolls i medi urbà a les zones obertes de les terres baixes de la Xina central i oriental.